# Paris Event Center
Le Paris Event Center est un espace situé à la porte de la Villette dans le 19e arrondissement de Paris où se tiennent des congrès et salons.

## Description
Paris Event Center est ouvert depuis le 1er septembre 2014. Situé sur un terrain de 45 000 m2, l'Event Center est composé de 3 bâtiments :
- Bâtiment A de 6 000 m2
- Bâtiment B de 8 050 m2
- Bâtiment C de 4 050 m2

Les 3 halles peuvent être réunies mais sont aussi divisibles.

## Événements
- septembre 2014 : Passion Bébé
- février 2015 : Salon de la Gastronomie des Outre-Mer
- mai 2015 : premier congrès du parti politique Les Républicains
- mai 2017 : dernier meeting de campagne d'Emmanuel Macron
- mars 2022 : salon Barbecue Expo
- 2023 : Stranger Things : The Experience

## Accès
- Ligne 7 du métro de Paris et ligne 3b du tramway d'Île-de-France à Porte de la Villette